# Kościół Wniebowzięcia Najświętszej Maryi Panny w Obszy
Kościół Wniebowzięcia Najświętszej Maryi Panny w Obszy – parafialny kościół rzymskokatolicki w Obszy, wzniesiony jako cerkiew unicka, następnie użytkowany przez parafię prawosławną. 

## Historia
Cerkiew prawosławna w Obszy wzmiankowana jest po raz pierwszy w r. 1531. Następnie miejscowa parafia przyjęła unię. Nową drewnianą świątynię na miejscu starszej zbudowano w 1762. Budowla ta istniała do pożaru w 1854. Cztery lata później przystąpiono do budowy nowej cerkwi unickiej, oddanej do użytku w 1860.  
Po likwidacji unickiej diecezji chełmskiej obiekt stał się siedzibą parafii prawosławnej. W latach 1881–1883 został gruntownie przebudowany.
W 1919 budynek został zrewindykowany na rzecz Kościoła rzymskokatolickiego. 
Został zwrócony prawosławnym przez niemieckie władze okupacyjne w 1943 i był ponownie cerkwią parafialną przez rok. W 1943 w cerkwi służył ks. Paweł Szwajko, w 2003 kanonizowany jako jeden z męczenników chełmskich i podlaskich razem ze swoją małżonką Joanną.
W 1952, w związku z powtórną zmianą wyznania na rzymskokatolickie, budynek został gruntownie przebudowany, zmieniono konstrukcję zwieńczeń i dachu. Kolejny remont świątyni miał miejsce w latach 1988-1989.

## Architektura
Kościół w Obszy jest budowlą trójdzielną z kwadratową nawą krytą dachem namiotowym, nad przedsionkiem wznosi się wieżyczka. 

## Otoczenie
Pierwotnie teren otaczający świątynię pełnił funkcje cmentarza. W XIX w. wytyczono nowe nekropolie - jedną na terenie dawnego ogrodu przy plebanii, drugą zaś poza zabudową wsi, kilkadziesiąt metrów od cerkwi. Pierwszy z cmentarzy zachował się w postaci szczątkowej, drugi jest nieczynny. Parafia rzymskokatolicka w Obszy w 1919 otworzyła na swoje potrzeby nową nekropolię. 

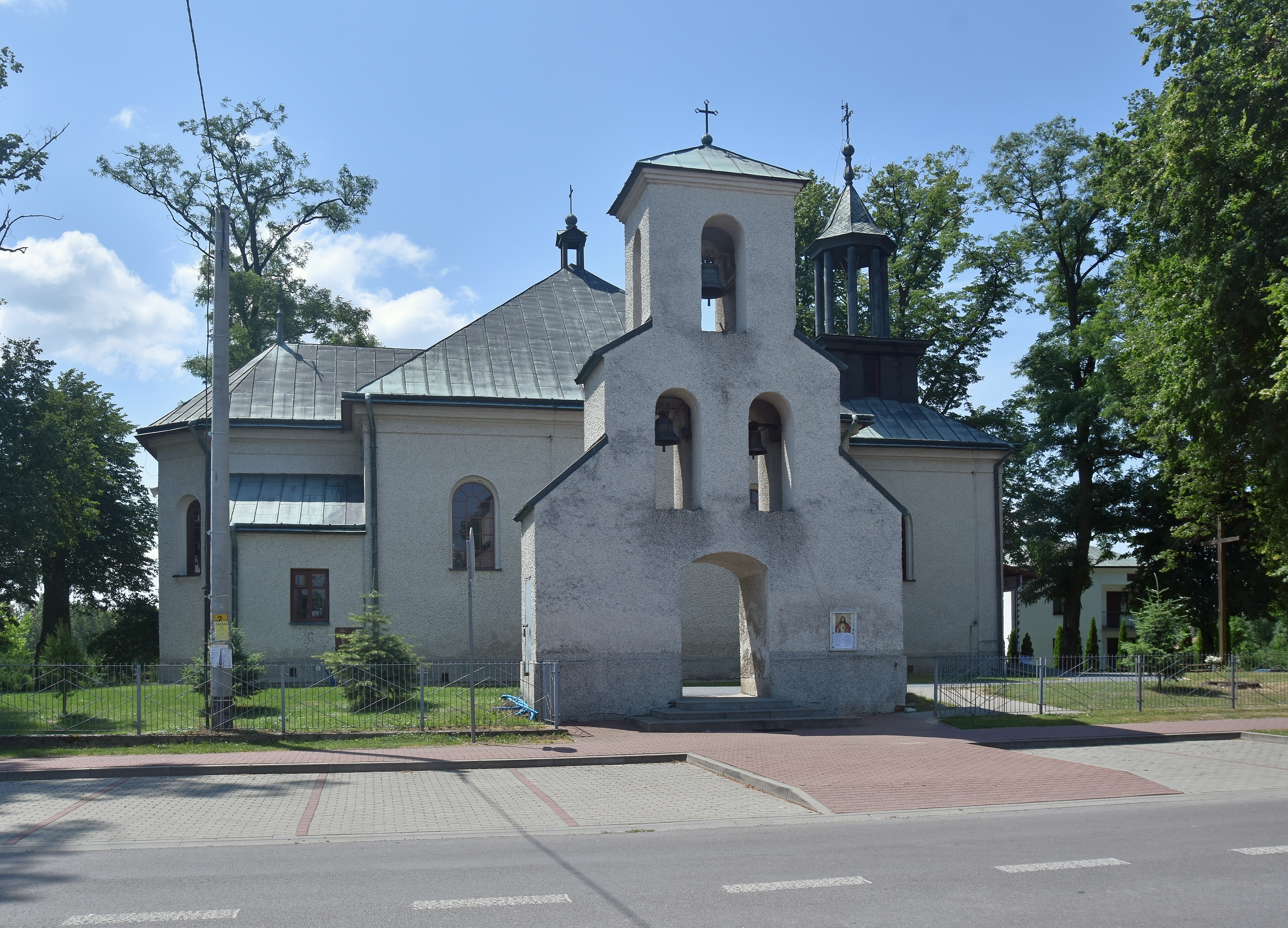
Elewacja frontowa
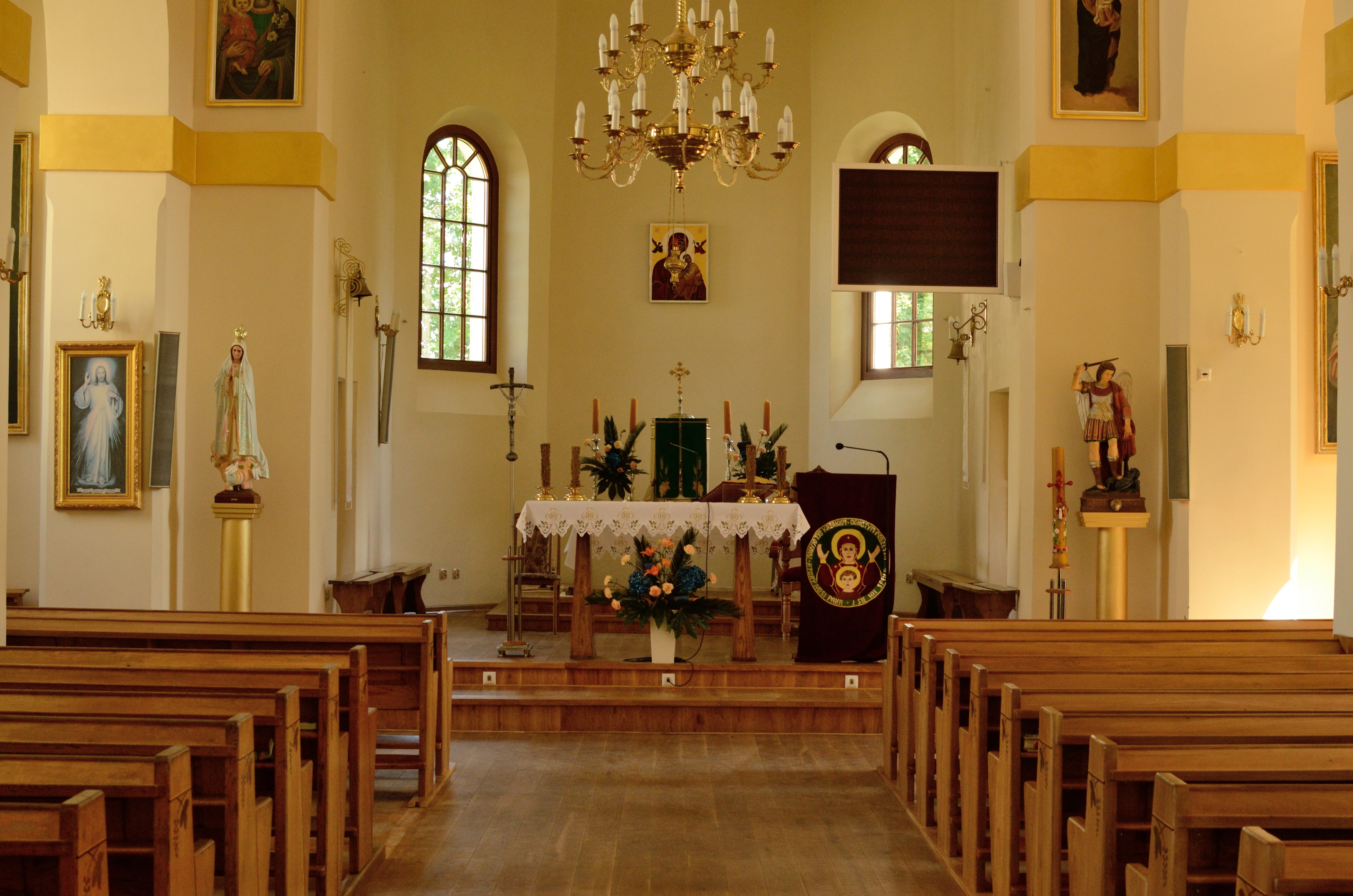
Wnętrze